# Dihydrothymin
Dihydrothymin ist eine heterocyclische organische Verbindung mit einem hydrierten Pyrimidingrundgerüst. Es ist ein Derivat der Nukleinbase Thymin. Es ist ein Basenanalogon und ein Abbauprodukt des Thymins.
Thymin wird durch die Dihydropyrimidin-Dehydrogenase zu Dihydrothymin hydriert.
 + NADPH/H+ {\displaystyle \rightleftharpoons }  + NADP+